# 鴇田智哉
鴇田 智哉（ときた ともや、1969年5月21日 - ）は俳人。千葉県木更津市生まれ。上智大学文学部哲学科卒業、東洋大学大学院博士前期課程修了。1996年、「魚座」に入会、今井杏太郎に師事。2001年、「かなしみのあと」50句により第16回俳句研究賞受賞。2005年、第一句集『こゑふたつ』刊行、同句集で第29回俳人協会新人賞受賞。2006年、「魚座」終刊に伴い鳥居三朗の「雲」入会、編集長を務める。2013年、「雲」を退会し無所属。2015年、田島健一、宮本佳世乃、生駒大祐とともに季刊同人誌「オルガン」を創刊。同年、第二句集『凧と円柱』で第6回田中裕明賞受賞。
「水入れてコップの水の冬めける」「畳から秋の草へとつづく家」「人参を並べておけば分かるなり」など、師である今井杏太郎の恬淡とした句風を受け継ぎつつ、現実のパースペクティブを狂わせるような独特の作品を発表している。また2009年より、角川書店の雑誌『俳句』での座談会をきっかけに、同年代の俳人榮猿丸、関悦史とともに俳句ユニット「SST」を結成、3人による合作の発表なども行っている。

## 著書
- 句集『こゑふたつ』　木の山文庫、2005年
- 『60歳からの楽しい俳句入門』　有楽出版社、2008年
- アンソロジー『新撰21』　邑書林、2009年
- 句集『凧と円柱』　ふらんす堂、2014年